# Aleksiej Bałabanow
Aleksiej Bałabanow, ros. Алексе́й Октя́бринович Балаба́нов (ur. 25 lutego 1959 w Swierdłowsku, zm. 18 maja 2013 w Petersburgu) – rosyjski reżyser, scenarzysta i producent filmowy.

## Życiorys
Urodził się w Swierdłowsku (obecnie Jekaterynburg). W 1981 roku ukończył Gorkowski Pedagogiczny Instytut Języków Obcych. W latach 1981–1983 pełnił służbę wojskową w lotnictwie transportowym, po której został oficerem rezerwy. W latach 1983–1987 pracował jako asystent reżysera w Swierdłowskiej Wytwórni Filmowej. Właśnie tam filmem Kiedyś były inne czasy (1985) rozpoczął samodzielną działalność reżyserską.
W 1990 roku ukończył studia na wydziale reżyserskim studiów filmowych przy Mosfilmie. Od 1990 roku mieszkał i pracował w Petersburgu. Od 1992 roku był związany ze studiem filmowym STW, przy pomocy którego nakręcił większość swoich filmów. Na początku lat 90. wyreżyserował swoje pierwsze filmy długometrażowe. W 1994 roku nakręcił Zamek na podstawie prozy Franza Kafki.
Światową popularność przyniosły mu dwa filmy z Siergiejem Bodrowem młodszym w roli głównej: Brat (1997) i jego kontynuacja Brat 2 (2000).
Zmarł 18 maja 2013 roku w sanatorium „Diuny” („Wydmy”), położonym w wypoczynkowej miejscowości nadmorskiej Siestrorieck na terenie Petersburga. Pochowany na tamtejszym Cmentarzu Smoleńskim.
Aleksiej Bałabanow uważany był za jednego z najciekawszych i najbardziej utalentowanych rosyjskich twórców filmowych. Był laureatem wielu nagród, głównie świata filmu rosyjskiego, ale również FIPRESCI.

## Filmografia
- Kiedyś były inne czasy (1987) – reżyseria
- Nie mam przyjaciela (1987) – reżyseria
- Nastia i Jegor (1989) – reżyseria
- O lotnictwie w Rosji (1990) – reżyseria
- Radosne dni (1991) – reżyseria, scenariusz
- Konflikt graniczny (1991) – scenariusz
- Zamek (1994) – reżyseria, scenariusz
- Wyznania nieznajomemu (1994) – produkcja
- Trofim (1995) – reżyseria, scenariusz, aktor
- Siergiej Eisenstein. Autobiografia (1995) – produkcja
- Brat (1997) – reżyseria, scenariusz
- Dziwadła i ludzie (1998) – reżyseria, scenariusz
- Brat 2 (2000) – reżyseria, scenariusz
- Wojna (2002) – reżyseria, scenariusz
- Rzeka (2002) – reżyseria, scenariusz
- Ciuciubabka (2005) – reżyseria, scenariusz
- Mnie nie boli (2006) – reżyseria, scenariusz
- Ładunek 200 (2007) – reżyseria, scenariusz
- Morfina (2008) – reżyseria
- Palacz (2010) – reżyseria, scenariusz
- Też chcę (2012) – reżyseria, scenariusz, rola epizodyczna